# Laubenheim (Nahe)
Pour les articles homonymes, voir Laubenheim.
Laubenheim est une municipalité allemande située dans le land de Rhénanie-Palatinat et l'arrondissement de Bad Kreuznach.